# トレント・コーン＝ドーハティ
トレント・コーン＝ドーハティ（Trent Toure Kone-Doherty、2006年6月30日 - ）は、北アイルランドのロンドンデリー出身のプロサッカー選手 。リヴァプールFC所属。ポジションはFW。